# Ambasada Kostaryki w Warszawie
Ambasada Kostaryki w Warszawie (hiszp. Embajada de Costa Rica en Varsovia) – misja dyplomatyczna Republiki Kostaryki, funkcjonująca w latach 1976-1980 i 1993-2010.

## Historia
Stosunki konsularne między Kostaryką i Polską zainicjowano w 1922, dyplomatyczne w 1924, stosunki te zostały sformalizowane w 1934 wraz z akredytacją charge d'affaires RP w Kostaryce.
W 1946 kontakty te reaktywowano. Np. w Polsce była akredytowana ambasada Kostaryki w Wiedniu przy Gloriettegasse 103 (1974). Od 1976 kraj ten był reprezentowany przez ambasadę w Warszawie przy ul. Morszyńskiej 45a (1976–1978), w hotelu Forum przy ul. Nowogrodzkiej 24-26 (1979), i ul. Filtrowej 77 (1980). Po kilku latach przerwy ambasadę Kostaryki pomieszczono przy ul. Starościńskiej 1 (1993–1996) oraz ul. Kubickiego 9/5 (1996–2010). Obecnie sprawy Kostaryki reprezentuje oficjalnie w Polsce ambasada w Bernie przy Marktgasse 51 (2015), a de facto placówka z siedzibą w Berlinie w budynku z 1909 (proj. Lachmann & Zauber i Johannes Kraaz) przy Dessauer Straße 28/29 (2015), obecnie przy Reinhardtstraße 47a (2020-).